# Gammelbodtjärnen (Torps socken, Medelpad, 693601-152071)
Gammelbodtjärnen är en sjö i Ånge kommun i Medelpad och ingår i Ljungans huvudavrinningsområde. Sjön är 6 meter djup, har en yta på 0,0168 kvadratkilometer och är belägen 144,7 meter över havet.